# Киселівська сільська рада (Снігурівський район)
Киселі́вська сільська́ ра́да — орган місцевого самоврядування у Снігурівському районі Миколаївської області. Адміністративний центр — село Киселівка.

## Загальні відомості
- Населення ради: 1 495 осіб (станом на 2001 рік)

## Населені пункти
Сільській раді підпорядковані населені пункти:
- с. Киселівка
- с. Максимівка

## Склад ради
Рада складається з 16 депутатів та голови.
- Голова ради: Лаврухіна Наталія Іванівна
- Секретар ради:

### Керівний склад попередніх скликань
| Прізвище, ім'я, по батькові | Основні відомості                                                                                | Дата обрання | Дата звільнення |
| --------------------------- | ------------------------------------------------------------------------------------------------ | ------------ | --------------- |
| Лаврухіна Наталія Іванівна  | Сільський голова, 1960 року народження, позапартійна                                             | 26.03.2006   | 31.10.2010      |
| Швець Наталія Леонідівна    | Сільський голова, 1972 року народження, освіта вища, член партії Християнсько-Демократичний Союз | 31.10.2010   | 25.10.2015      |
| Лаврухіна Наталія Іванівна  | Сільський голова, 1960 року народження, освіта вища, безпартійна                                 | 25.10.2015   |                 |

Примітка: таблиця складена за даними сайту Верховної Ради України та сайту Центральної виборчої комісії

### Депутати
За результатами місцевих виборів 2015 року депутатами ради стали:

#### За суб'єктами висування
| Суб'єкт висування | Кількість обраних депутатів | %   |
| ----------------- | --------------------------- | --- |
| Самовисування     | 12                          | 100 |

#### За округами
| № округу        | Прізвище, ім'я, по батькові      | Дата визнання обраним | Освіта  | Партійна приналежність | Відомості про обраного депутата                       |
| --------------- | -------------------------------- | --------------------- | ------- | ---------------------- | ----------------------------------------------------- |
| Партія регіонів |                                  |                       |         |                        |                                                       |
| 1               | Германович Володимир Тадейович   |                       | вища    | безпартійний           | Гідродільниці СУЗС, начальник                         |
| 2               | Гінжул Філя Павлівна             |                       | вища    | безпартійна            | тимчасово не працює                                   |
| 3               | Комарницький Степан Степанович   |                       | середня | безпартійний           | Ктимчасово не працює                                  |
| 4               | Каушан Наталя Сергіївна          |                       | вища    | безпартійна            | Фізична особа-підприємець                             |
| 5               | Алємахіна Олена Анатоліївна      |                       | середня | безпартійна            | тимчасово не працює                                   |
| 6               | Григор'єва Ірина Францівна       |                       | вища    | безпартійна            | Киселівська сільська рада, завідувач сільського клубу |
| 7               | Карюхіна Світлана Анатоліївна    |                       | середня | безпартійна            | КП «Киселівський», директор                           |
| 8               | Петровська Неоніла Володимирівна | align="center"        | вища    | безпартійна            | Магазин, продавець                                    |
| 9               | Зубович Оксана Вікторівна        |                       | середня | безпартійна            | Продавець                                             |
| 10              | Лопух Ірина Василівна            |                       | середня | безпартійна            | тимчасово не працює                                   |
| 11              | Комаревич Віталій Михайлович     |                       | середня | безпартійний           | СУЗС, наглядач                                        |
| 12              | Безверхній Віталій Васильович    |                       | середня | безпартійний           | СУЗС, наглядач                                        |